# Jocelyn Gill
Jocelyn Ruth Gill (* 1916 in Flagstaff, Arizona, USA; † 26. April 1984 in Cincinnati, Ohio, USA) war eine US-amerikanische Astronomin und Hochschullehrerin.

## Leben und Werk
Gill wurde in Flagstaff geboren und wuchs in Chicago auf. Sie erwarb 1938 ihren Bachelor-Abschluss am Wellesley College und 1941 ihren Master-Abschluss am Yerkes-Observatorium der University of Chicago. Sie promovierte 1959 in Astronomie an der Yale University mit der Dissertation: The motion of Neptune's satellite Triton.
Sie arbeitete von 1940 bis 1942 am Mount Holyoke College als Laborassistentin und Ausbilderin für Astronomie und anschließend bis 1945 am Massachusetts Institute of Technology (MIT). Sie forschte dann bis 1952 als Instructor und Assistenzprofessorin für Astronomie am Smith College, wobei sie in der Zeit von 1946 bis 1948 auch an der University of California lehrte. Als Assistenzprofessorin war sie von 1952 bis 1957 am Mount Holyoke College, als Associate Professorin für Mathematik und Astronomie von 1959 bis 1960 am Arizona State University tätig. Von 1960 bis 1961 forschte sie an der Yale University und trat 1961 als Wissenschaftlerin für Astronomie und Astrophysik in das Office of Space Science and Applications der National Aeronautics and Space Administration (NASA) ein.

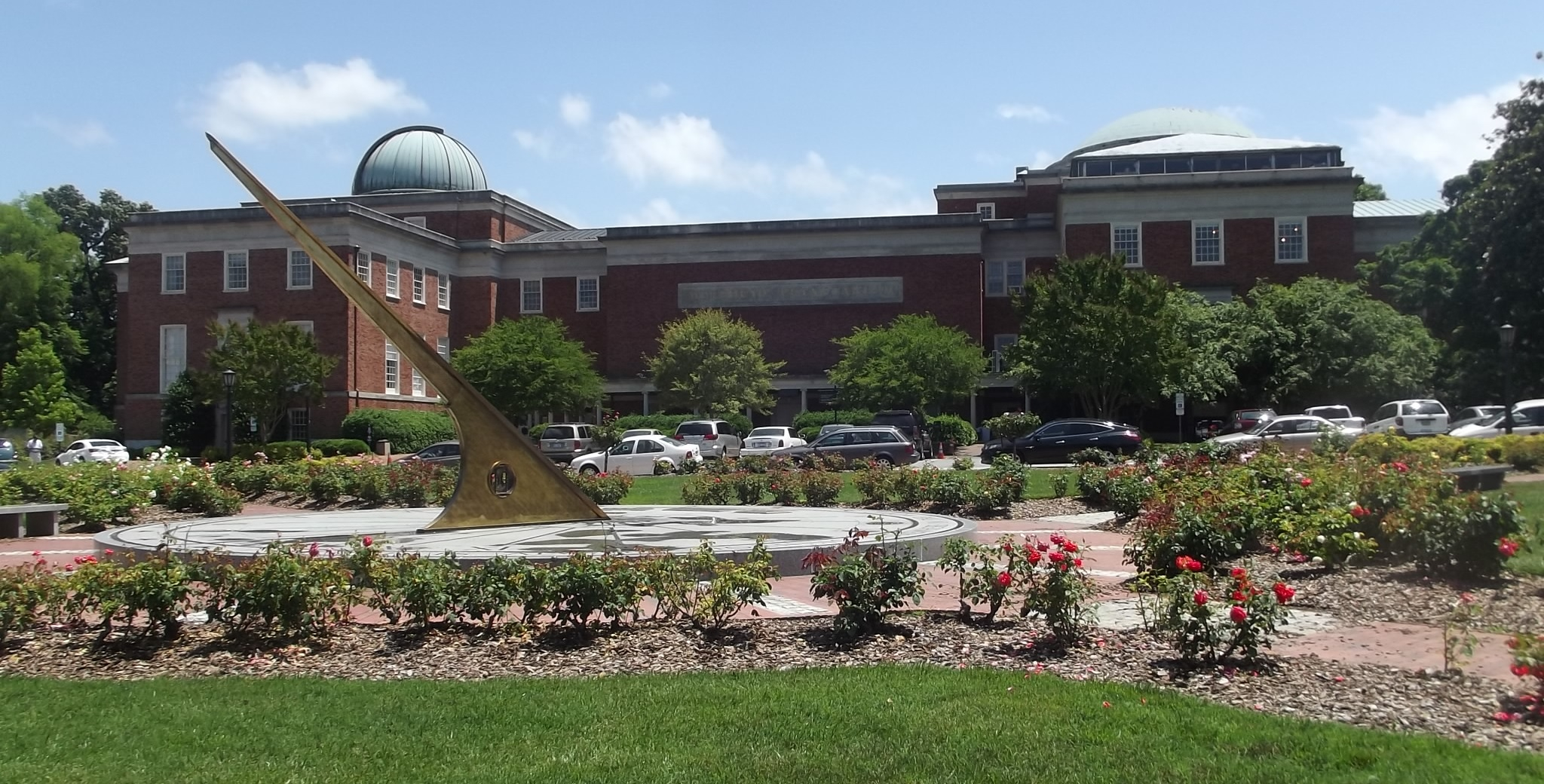
Morehead planetarium chapel hill, 2013

Sie arbeitete dort am bemannten Raumfahrtprogramm, führte Forschungen durch, hatte von 1963 bis 1966 die Position der Leiterin der Bordwissenschaft und entwarf Experimente für die Raumfahrtprogramme Mercury, Gemini und Apollo. Sie besuchte mehrmals das Morehead Planetarium and Science Center, um Astronauten und Astronautentrainern dabei zu helfen, das Training mit wissenschaftlichen Zielen für verschiedene Missionen zu integrieren. Sie nahm im Juli 1963 an Bord eines Düsenjägers, der acht Meilen hochflog, an einem Sonnenfinsternisflug teil, bei dem sie die Korona der Sonne beobachtete und unterrichtete die mit ihr reisenden Astronauten in Astronomie.
1966 war Gill eine von sechs Beamten, die von Präsident Lyndon B. Johnson den Federal Woman's Award erhielt. Im selben Jahr wurde sie von Vizepräsident Hubert H. Humphrey zur „Multiple-Sklerose-Frau des Jahres“ ernannt.
Gill zog sich 1973 von der NASA zurück und lebte bis zu ihrem Tod 1984 in Cincinnati. Sie starb 1984 im Alter von 67 Jahren an Multipler Sklerose.

## Auszeichnungen und Ehrungen (Auswahl)
- Fellow der American Association for the Advancement of Science
- 1966: Federal Women’s Award

## Mitgliedschaften
- American Association for the Advancement of Science
- American Astronomical Society
- American Association of Variable Star Observers